# Parotomys littledalei
Parotomys littledalei es una especie de roedor de la familia Muridae.

## Distribución geográfica
Se encuentra en Namibia y Sudáfrica.

## Hábitat
Su hábitat natural son: matorrales templados, subtropicales o matorrales y desiertos.